# Společenství utrpení Ježíše Krista
Společenství utrpení Ježíše Krista (latinsky Congregatio Passionis Iesu Christi) známé také jako kongregace passionistů je římskokatolická řeholní kongregace, která klade zvláštní důraz na utrpení Ježíše Krista. 
Symbolem kongregace, jejíž členové za svým jménem uvádějí zkratku C. P., je Nejsvětější Srdce Ježíšovo doplněné křížem. V 1. pol. 18. st. ji založil svatý Pavel od Kříže.

## Historie

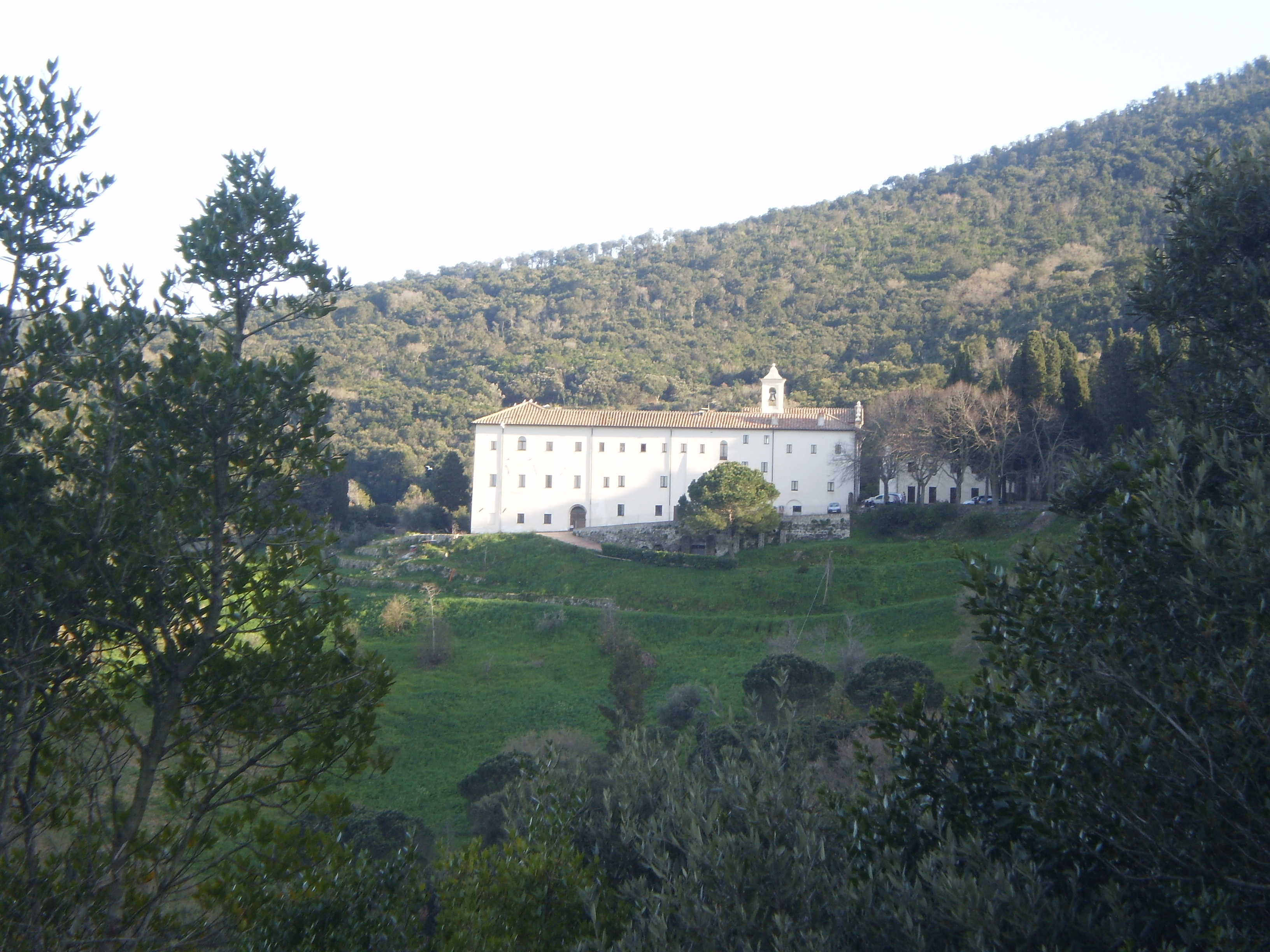
Klášter passionistů na Monte Argentario

Úmyslem sv. Pavla od Kříže bylo založit řád, ve kterém by bratři „vedli život s energií jezuitů a v samotě kartuziánů“.
První klášter řádu založil sv. Pavel od Kříže se svým bratrem na Monte Argentario u města Orbetello ve středoitalském Toskánsku. Klášter byl oficiálně potvrzen papežem Benediktem XIV. dne 15. května 1741.
V roce 1767 se sv. Pavel od Kříže stal generálem řádu. Z Orbetella přeložil generalát řádu do kláštera sv. Jana a Pavla v Římě, kde existuje dodnes.
V letech 1744–1773 založil sv. Pavel od Kříže 12 klášterů ve střední Itálii, přičemž sám se nejvíce zdržoval v klášteře Vetralla nedaleko Viterba. Roku 1771 založil i ženskou větev řehole passionistů.

## Důraz na askezi
Řeholní stanovy vstoupily v platnost v roce 1741 – šlo přitom už o upravenou verzi, neboť jejich původní podoba byla tak přísná, že je Vatikán nechtěl schválit. Důraz na askezi je zřejmý i z faktu, že passionisté se řadí mezi bosé řády. Řeholním oděvem je prostý černý hábit se symbolem kongregace nesoucím nápis „Jesu XPI Passio“ (Utrpení Ježíše Krista).

## Sliby
Kromě tří obvyklých slibů – čistoty, poslušnosti a chudoby – skládají passionisté ještě čtvrtý: slibují, že budou šířit úctu k utrpení Páně.

## Svatořečení členové kongregace
- Svatý Pavel od Kříže (1694–1775), zakladatel kongregace
- Svatý Vincenc Maria Strambi (1745–1824), italský biskup
- Svatý Charles z Mount Argus (1821–1893), nizozemský kněz působící v Irsku, známý zázračnými uzdraveními
- Svatý Gabriel Possenti (1838–1862), student bohosloví
- Svatá Gemma Galgani (1878–1903), italská mystička, laická členka
- Svatý Inocenc od Neposkvrněného početí Panny Marie (1887–1934), španělský mučedník z doby Španělské občanské války

## Další známí členové kongregace
- Brian D'Arcy (* 1945), severoirský kněz, kritizovaný za pontifikátu Benedikta XVI.